# Jeremiah Hill
Jeremiah Devonte Hill (* 4. September 1995) ist ein kamerunischer Basketballspieler US-amerikanischer Herkunft.

## Laufbahn
Der aus Richmond Hill im US-Bundesstaat Georgia stammende Hill gehörte im Spieljahr 2013/14 der Hochschulmannschaft der Savannah State University an. Er wechselte anschließend innerhalb Georgias an die Valdosta State University. In seinem Abschlussspieljahr 2016/17 erreichte Hill in 32 Einsätzen einen Mittelwert von 19,6 Punkten.
2018 wurde er mit den Jacksonville Giants Meister der US-amerikanischen Liga ABA und bestritt im Spieljahr 2018/19 insgesamt 44 Einsätze für die Lakeland Magic in der NBA-G-League.
In seiner Zeit beim BK Astana wurde Hill 2021 kasachischer Meister, er wurde vom Fachmedium Asia-basket.com als bester Spieler der Liga in der Saison 2020/21 ausgezeichnet. Hill setzte seine Laufbahn in Russland fort, im März 2022 holte der französische Erstligist BCM Gravelines den Aufbauspieler, um einen verletzten Spieler zu ersetzen.
Im Spieljahr 2022/23 stand Hill in der spanischen Liga ACB erst bei Betis Sevilla unter Vertrag, Anfang Januar 2023 schloss er sich in derselben Spielklasse Bàsquet Girona an. Mit Beginn des Spieljahres 2023/24 wurde er in Moskau Mitglied der russischen Mannschaft Runa Basket.
Im Juli 2024 gab der französische Erstligist Élan Sportif Chalonnais seine Verpflichtung bekannt.

### Nationalmannschaft
Hill, der über Vorfahren aus Kamerun verfügt, wurde in die Nationalmannschaft des Landes aufgenommen. Im Sommer 2023 gewann er mit Kameruns Auswahl das vorolympische Qualifikationsturnier des afrikanischen Basketballverbands und zog ins weltweite Ausscheidungsturnier für die Olympischen Sommerspiele 2024 ein. Dort verpasste man den Sprung zu Olympia. 2025 wurde Hill in Kameruns Aufgebot für die Afrikameisterschaft berufen.